# Hernando de Valdés
Hernando o Fernando de Valdés (Burgos, s. XIV - Toledo, 1415) fou un frare mercedari castellà. És venerat com a beat al si de l'Orde de la Mercè (venerable a la resta de l'Església catòlica).

## Biografia
Nascut a Burgos, ingressà a l'orde mercedari al convent de la ciutat. Fou predicador dels reis Enric III i Joan II de Castella, i governador i visitador general de l'orde a Toledo. El capítol de la catedral de Lugo l'elegí com a bisbe, però no tingué el nomenament reial ni el reconeixement del papa, per la qual cosa no ocupà mai la seu; malgrat això, és citat habitualment com a bisbe de Lugo. Assolí en vida, per la seva virtut, fama de santedat. Morí al convent mercedari de Santa Catalina Mártir de Toledo, on fou sebollit.

## Veneració
És venerat com a beat per l'Orde de la Mercè, amb festivitat el 16 de març. El seu cos fou sebollit a la capella del Crucifijo de Santa Catalina; se'n perdé la memòria i el cos fou retrobat, incorrupte, en 1604. Llavors, la meitat del cos fou portat al convent mercedari de Burgos, perquè hi fos venerat, i on es perdé al segle xix. La part de Toledo, novament oblidada, fou trobada en 1682 i 1752. En 1810, arran de la invasió francesa, les restes foren traslladades a Santa Leocadia de Toledo, on se'n perdé el rastre fins al 1993, que fou novament retrobat i on són avui les restes.